# Storia
《storia》是Kalafina的第5張單曲。於2009年7月1日由SME Records發行。這是Kalafina於Maya脫離後的第一隻作品。該標題曲目是NHK歷史紀錄片系列 「歴史秘話Historia」(Rekishi Hiwa Historia)的片頭主題曲。

## 收錄曲

### 通常盤
1. storia [3:38]
作詞／作曲／編曲：梶浦由記
NHK歷史紀錄片系列「歴史秘話ヒストリア」 片頭主題曲
2. lirica [5:20]
作詞／作曲／編曲：梶浦由記
3. storia 〜Instrumental〜 [3:38]

### DVD（初回生産限定盤）
1. storia (Video Clip)

## 資料來源
1. ↑  .   [2010-01-27]. （原始内容存档于2009-11-05）.
2. ↑  . www.sonymusic.co.jp.   [2010-01-27]. （原始内容存档于2012-02-10）.

## 外部連結
- （日語）Kalafina 官方網站（页面存档备份，存于）